# Barentsia gracilis
Barentsia gracilis — вид внутрішньопорошицевих тварин родини Barentsiidae. Це колоніальні організми, що поширені вздовж атлантичного узбережжя Європи на глибині 9-52 м. Харчується детритом і протистами.